# Bermudafunk
Der Bermudafunk (eigene Schreibweise bermuda.funk) ist ein Freies Radio aus dem Rhein-Neckar-Dreieck um Mannheim und Heidelberg, das vom eingetragenen Verein Freies Radio Rhein-Neckar betrieben wird. Der bermuda.funk ist im Verbund mit den anderen baden-württembergischen Freien Radios in der Assoziation Freier Gesellschaftsfunk (AFF) organisiert. Auf Bundesebene ist er Mitglied des Bundesverbandes Freier Radios (BFR).

## Geschichte
Im Jahr 1998 wurde die Initiative Freies Radio Rhein-Neckar gegründet. Im Oktober 1999 ging die Initiative erstmals unter dem Namen festival.radio beim 48. Internationalen Filmfestival Mannheim-Heidelberg elf Tage lang über UKW auf Sendung. Das reguläre bermuda.funk-Programm wird seit Herbst 2000 in Heidelberg und seit Dezember 2003 auch in Mannheim ausgestrahlt. Die Sendestudios befinden sich im Kulturzentrum Alte Feuerwache (Mannheim). Am 21. Juli 2008 wurde der bermuda.funk von der Landesanstalt für Kommunikation Baden-Württemberg für weitere acht Jahre lizenziert.
Am 20. November 2010 feierte der Sender mit einer großen Show in der Alten Feuerwache in Mannheim sein zehnjähriges Sende-Jubiläum. Die ursprünglich für das 20-jährige Sende-Jubiläum 2020 geplanten Feierlichkeiten wurde auf Grund der COVID-19-Pandemie in Deutschland ins Jahr 2023 verschoben und so das 25-jährige Vereinsjubiläum mit einer Reihe von Veranstaltungen in und um Mannheim gefeiert. Highlights waren dabei die Vorführung des Films Radio Rock Revolution im Mannheimer Cinema Quadrat sowie eine öffentliche Geburtstagsparty in einer Mannheimer Discothek mit Bermudafunk-DJs.

## Frequenzen und Empfang
Der bermuda.funk teilt sich seine Frequenzen mit dem Campusradio radioaktiv.

### Terrestrisch
- in Heidelberg auf UKW 105,4 MHz (Königstuhl 0,05 kW)
- in Mannheim auf UKW 89,6 MHz (Neckarstadt/Industriestraße 0,1 kW)

### Kabel
- Eberbach 107,45 MHz
- Heidelberg 107,45 MHz
- Hockenheim 107,45 MHz
- Ladenburg 107,45 MHz
- Mannheim 107,45 MHz
- Mosbach 107,45 MHz
- Neckargemünd 107,45 MHz
- Schönau 107,45 MHz
- Schwetzingen 107,45 MHz
- Sinsheim 107,45 MHz
- St. Leon Rot 107,45 MHz
- Walldorf 107,45 MHz
- Weinheim 107,45 MHz
- Wiesloch 107,45 MHz